# Prawo do życia (powieść)
Prawo do życia (ros. Право на жизнь) – powieść postapokaliptyczna autorstwa rosyjskiego pisarza Denisa Szabałowa. Książka należy do serii Uniwersum Metro 2033 i jest kontynuacją powieści Prawo do użycia siły oraz drugą częścią trylogii zatytułowanej Konstytucja Apokalipsy. W Polsce została wydana w 2016 roku nakładem wydawnictwa Insignis.
Powieść ma militarny charakter, autor książki szczegółowo opisał sceny walk oraz rodzaje broni.

## Opis fabuły
Daniła Dobrynin bierze udział w wyprawie do składu Rosrezerwy, magazynu dawnej Federacji, w której znajdą wszelkie produkty niezbędne do życia. Ze schronu w Sierdobsku wyrusza karawana Bractwa Przybrzeżnego, która ma zdobyć wszelkie produkty niezbędne do przetrwania w postapokaliptycznym świecie. Karawana podróżuje przez zniszczone wojną atomową miasta. Odwiedza wioskę kanibali oraz umocnioną osadę, która broni się przed nacierającym dzikim gonem mutantów. Karawana trafia również do Błędnego Tunelu, który okazuje się być fragmentem anomalii czasoprzestrzennej. Gdy udaje się stamtąd wydostać zostaje zaplanowany i przeprowadzony atak na kombinat w Berezowce, w którym rzekomo znajduje się Rosrezerwa. Podczas ataku wychodzi na jaw spisek uknuty przez Pająka – policjanta wyrzuconego ze Schronu w Sierdobsku; Wyprawa została zorganizowana po to, aby odciągnąć najlepszych załogantów Schronu i przejąć go przez Bractwo Przybrzeżne. Daniła Dobrynin wraca pieszo do rodzimego schronu w zdobytym podczas walk unikomie, jednak zastaje tylko zgliszcza.

## Powiązania z innymi książkami
Prawo do życia łączy ze sobą kilka książek w serii Uniwersum Metro 2033. Między innymi:
- Dmitrij Głuchowski, Metro 2033 – bohaterowie odwiedzają osadę-czołg. W tymże czołgu znajdowała się załoga, która utrzymywała kontakt radiowy z moskiewskim metrem zaraz po wojnie atomowej.
- Andriej Butorin, Północ – spotkany po drodze Bajarz opowiada o znanych mu mutantach, które występują w książce – biały smok, niedźwiedź, wielka stopa czy zające z łuskami.
- Andriej Diakow, Za horyzont – jeden z bohaterów – Profesor – wspomina o wspólnocie zamieszkującej Jarosław oraz innej, mieszkającej w Jamantau i dręczonej przez Stepowe Psy.
- Bajki Apokalipsy – tytuł księgi tworzonej przez Bajarza stał się później tytułem jednego ze zbioru opowiadań wydanego w Rosji